# Ting Cui
Ting Cui (Baltimore, Maryland, Estados Unidos; 6 de septiembre de 2002) es una patinadora artística sobre hielo estadounidense. Medallista de plata del Trofeo Talin 2018 de la Challenger Series de la ISU, medallista de bronce del Campeonato Nacional de Estados Unidos en 2018 y medallista de bronce del Campeonato Mundial Júnior de 2019.

## Carrera
Nació en septiembre de 2002 en la ciudad de Baltimore, Estados Unidos. Estudia en la Preparatoria Towson. Comenzó a patinar en el año 2002, recibió su primera medalla en una competición nacional en 2015. Dos años más tarde, en 2017, gana una medalla de plata en nivel amateur en el Campeonato Nacional de Estados Unidos. Tuvo su debut internacional en la serie del Grand Prix Júnior, quedó sexta en la prueba de Brisbane en Australia. Ganó la medalla de bronce del Campeonato Nacional de Estados Unidos 2018, tras quedar en el undécimo lugar en el programa corto y segunda en el libre. Su participación en el Campeonato Mundial Júnior de 2018 la dejó en el séptimo lugar. A partir de junio de 2018 comenzó a entrenar con Tom Zakrajsek en Colorado Springs.
Cui comenzó la temporada 2018-2019 con una participación en la serie del Grand Prix Júnior, fue asignada a la pruebas pruebas de Linz y Ostrava, donde se ubicó en el quinto y séptimo lugar respectivamente. Tuvo su debut en nivel sénior internacional en el Trofeo Talin de 2018, donde ganó una medalla de plata. Participó en el Campeonato de Estados Unidos 2019, obtuvo el lugar 12 en el programa corto y se ubicó tercera en el libre, finalizó en el quinto lugar general. Fue asignada al Campeonato de los Cuatro Continentes 2019, donde se ubicó en el séptimo lugar del programa corto, su desempeño en el programa libre fue bajo y con algunas caídas, por lo que cayó al lugar 11 general. Ganó la medalla de bronce en el Campeonato Mundial Júnior de 2019, tras ubicarse tercera en los programas corto y libre, con un total de 194.41 puntos.

### Programas
| Temporada | Programa corto                                            | Programa libre                   |
| --------- | --------------------------------------------------------- | -------------------------------- |
| 2018–2019 | - Rapsodia sobre un tema de Paganini de Sergéi Rajmáninov | - Giselle de Adolphe Adam        |
| 2017–2018 | - Libertango de Astor Piazzolla                           | - Chopin de Edvin Marton         |
| 2016–2017 | - Defend the Yellow River de Lang Lang                    | - El Mago de Oz by John Williams |

### Resultados detallados
| Temporada 2018-2019                          | Temporada 2018-2019                               | Temporada 2018-2019 | Temporada 2018-2019 | Temporada 2018-2019 | Temporada 2018-2019 |
| Fecha                                        | Evento                                            | Nivel               | Programa corto      | Programa libre      | Total               |
| -------------------------------------------- | ------------------------------------------------- | ------------------- | ------------------- | ------------------- | ------------------- |
| 4-10 de marzo de 2019                        | Campeonato Mundial Júnior de 2019                 | Júnior              | 3 67.69             | 3 126.72            | 3 194.41            |
| 7-10 de febrero de 2019                      | Campeonato de los Cuatro Continentes              | Sénior              | 7 66.73             | 14 98.11            | 11 164.84           |
| 19-27 de enero de 2019                       | Campeonato Nacional de Estados Unidos 2019        | Sénior              | 12 54.64            | 3 139.66            | 5 194.30            |
| 26 de noviembre – 2 de diciembre de 2018     | CS Trofeo Talin de 2018                           | Sénior              | 2 67.56             | 2 132.23            | 2 199.79            |
| 26–29 de septiembre de 2018                  | Grand Prix Júnior de República Checa 2018         | Júnior              | 2 70.20             | 7 102.54            | 7 172.74            |
| 29 de agosto – 1 de septiembre de 2018       | Grand Prix Júnior de Austria 2018                 | Júnior              | 6 53.25             | 5 102.79            | 5 156.04            |
| Temporada 2017-2018                          |                                                   |                     |                     |                     |                     |
| Fecha                                        | Evento                                            | Nivel               | Programa corto      | Programa libre      | Total               |
| 5–11 de marzo de 2018                        | Campeonato Mundial Júnior de 2018                 | Júnior              | 7 62.22             | 7 118.17            | 7 180.39            |
| 29 de diciembre de 2017 – 8 de enero de 2018 | Campeonato Nacional Júnior de Estados Unidos 2018 | Júnior              | 11 45.55            | 2 119.96            | 3 165.51            |
| 23–26 de agosto de 2017                      | Grand Prix Júnior de Australia 2017               | Júnior              | 5 55.34             | 7 95.61             | 6 150.95            |
| 3–6 de agosto de 2017                        | Philadelphia Summer International 2017            | Júnior              | 1 54.01             | 1 97.78             | 1 151.79            |
| Temporada 2016–2017                          |                                                   |                     |                     |                     |                     |
| Fecha                                        | Evento                                            | Nivel               | Programa corto      | Programa libre      | Total               |
| 14–22 de enero de 2017                       | Campeonato Amateur de Estados Unidos 2017         | Amateur             | 3 47.63             | 1 95.05             | 2 142.68            |